# Resolutie 400 Veiligheidsraad Verenigde Naties
Resolutie 400 van de Veiligheidsraad van de Verenigde Naties werd aangenomen op de 1978ste
vergadering van de Raad op 7 december 1976. 
In verband met de procedures rond het aanstellen van een secretaris-generaal vond deze vergadering in besloten kring plaats en de stemming is dus onbekend.

## Achtergrond
Op 31 december 1976 liep Kurt Waldheims eerste termijn als secretaris-generaal ten einde.

## Inhoud
De Veiligheidsraad had de aanstelling van de secretaris-generaal overwogen. De Veiligheidsraad adviseerde de Algemene Vergadering om Waldheim aan te stellen voor een tweede termijn als secretaris-generaal van de Verenigde Naties, van 1 januari 1977 tot 31 december 1981.

## Verwante resoluties
- Resolutie 229 Veiligheidsraad Verenigde Naties (1966)
- Resolutie 306 Veiligheidsraad Verenigde Naties (1971)
- Resolutie 494 Veiligheidsraad Verenigde Naties (1981)
- Resolutie 589 Veiligheidsraad Verenigde Naties (1986)

Lijst ·  385 ·  386 ·  387 ·  388 ·  389 ·  390 ·  391 ·  392 ·  393 ·  394 ·  395 ·  396 ·  397 ·  398 ·  399 ·  400 ·  401 ·  402